# Mölandet
Mölandet är en ö i Finland. Den ligger i Finska viken och i kommunen Sibbo i den ekonomiska regionen  Helsingfors i landskapet Nyland, i den södra delen av landet. Ön ligger omkring 16 kilometer öster om Helsingfors.
Öns area är 1,11 kvadratkilometer och dess största längd är 2,2 kilometer i öst-västlig riktning. Ön höjer sig omkring 35 meter över havsytan.